# Cambisol
Los Cambisoles son un Grupo de Suelos de Referencia del sistema de clasificación de suelos internacional World Reference Base for Soil Resources (WRB). Son suelos que muestran una pedogénesis marcada pero no avanzada.
El horizonte de diagnóstico es el horizonte cámbico (un horizonte B), que se caracteriza por formación de minerales de arcilla y óxidos de hierro o por remoción de carbonatos o yeso. Siempre tiene por lo menos algo de estructura  del suelo. Encima del horizonte cámbico hay un horizonte superficial mineral (horizonte A) pobre en humus. En climas húmedos y fríos muchos Cambisoles tienen una capa orgánica encima del suelo mineral.
Cambisoles son típicos para paisajes jóvenes, especialmente de la zona templada, pero ocurren también en áreas montañosas de todo el mundo y en desiertos. Si la saturación en bases es alta y la precipitación suficiente, predomina el uso agrícola, si es baja, hay más uso forestal.